# Stanisław Kozielski
Stanisław Kozielski (ur. 1948) – polski naukowiec, inżynier informatyk, nauczyciel akademicki i profesor nauk technicznych, specjalizujący się w tworzeniu i projektowaniu algorytmów równoległych i rozproszonych dla komputerów i procesorów o różnych architekturach, a także w tworzeniu metod projektowania baz danych i wydajnego przetwarzania i analizy danych. Od 1971 r. związany z Wydziałem Automatyki, Elektroniki i Informatyki Politechniki Śląskiej w Gliwicach.

## Działalność badawcza
Prowadzona przez niego działalność badawcza dotyczy kilku obszarów tematycznych. Pierwszy zakres jego prac to prace badawczo-wdrożeniowe dotyczące oprogramowania systemowego i aplikacyjnego minikomputerów, które obejmowały m.in. udział w opracowaniu oprogramowania podstawowego i narzędziowego dla minikomputera MKJ 25 (później SMC 10), w tym oprogramowania dla minikomputera sterującego analizatorem rentgenowskim w hucie oraz udział w opracowaniu interpretera języka BASIC. Jego rozprawa doktorska (obroniona 1977) dotyczyła zagadnień zaliczanych obecnie do eksploracji danych – rozwinął mianowicie metody identyfikacji parametrów obiektów niestacjonarnych, określił m.in. optymalny horyzont obserwacji takich obiektów. Najbogatszy obszar jego badań dotyczy baz danych. W tym zakresie najważniejsze wyniki obejmują: opracowanie metody syntezy struktury logicznej relacyjnych baz danych oraz opracowanie koncepcji i algorytmów preprocesora wysokiego poziomu języka zapytań do baz danych, opartego na modelu relacji uniwersalnej. Prowadził również badania w zakresie obliczeń rozproszonych – uzyskane wyniki dotyczą algorytmów równoległych i rozproszonych, realizujących zadania wyszukiwania w bazach danych. Jest autorem bądź współautorem 2 monografii, ponad 120 publikacji, 8 podręczników akademickich i skryptów.
Aktywnie uczestniczył w pracach naukowo-badawczych prowadzonych we współpracy z partnerami zewnętrznymi, krajowymi i zagranicznymi. Z ciekawszych wymienić można m.in.: koordynowanie (na poziomie lokalnym) prac w projekcie 6 Programu Ramowego EUAIN „Europejska sieć informacji dostępna dla osób niepełnosprawnych”; kierowanie projektem pn. „Śląski klaster – Inteligentny System Zarządzania Transportem Publicznym”, kierowanie trzema projektami finansowanymi przez Narodowe Centrum Badań i Rozwoju (NCBiR). Ogółem kierował 7 projektami naukowo-badawczymi.
Prof. Kozielski był promotorem w 23 ukończonych przewodach doktorskich, recenzentem 42 prac doktorskich, 14 rozpraw habilitacyjnych, 9 wniosków o tytuł profesora nauk technicznych, 3 wniosków o nadanie tytułu Doktora Honoris Causa.

## Działalność dydaktyczna
Prof. Stanisław Kozielski ma bardzo bogaty dorobek dydaktyczny. Opracował i prowadzi według autorskiej koncepcji wykłady z przedmiotów: Architektura komputerów (od 1979 r.) i Bazy danych (od 1985 r.). Kierował organizacją laboratoriów do przedmiotów Architektura komputerów oraz Bazy danych; opracował kilka stanowisk w tych laboratoriach. Prowadził zajęcia (ćwiczenia, laboratoria) z kilkunastu przedmiotów, w tym przede wszystkim z Architektury komputerów, Baz danych, Programowania komputerów i Podstaw informatyki. Był promotorem ponad 200 prac dyplomowych na kierunku Informatyka prowadzonym na Wydziale Automatyki, Elektroniki i Informatyki Politechniki Śląskiej w Gliwicach. Organizował i kierował przez wiele lat specjalnością Bazy danych i inżynieria systemów (na kierunku Informatyka).
Jest inicjatorem szeregu działań ważnych dla procesu dydaktycznego, to m.in. utworzenie nowej specjalności studiów doktoranckich w dyscyplinie informatyka (Eksploracja Danych) na Wydziale Automatyki, Elektroniki i Informatyki Politechniki Śląskiej w Gliwicach. Był inicjatorem Forum Pracodawców – płaszczyzny komunikacji z firmami zatrudniającymi absolwentów kierunku Informatyka, później rozszerzonego na cały Wydział Automatyki, Elektroniki i Informatyki.
Dużą uwagę poświęcał zawsze pracy dydaktycznej, za co sześciokrotnie został wyróżniony nagrodą Złotej Kredy (1977, 1978, 1979, 1985, 2006, 2007).

## Działalność organizacyjna i ekspercka
Prof. Stanisław Kozielski ma bardzo bogaty dorobek organizacyjny. Przez dwie kadencje (1996 – 2002) był dziekanem Wydziału Automatyki, Elektroniki i Informatyki. W tym czasie w ramach studiów prowadzonych na tym Wydziale utworzono tzw. Makrokierunek, na którym studia są prowadzone w języku angielskim. Wcześniej (1990 – 1996) przez dwie kadencje był prodziekanem tego Wydziału. Prof. dr hab. inż. Stanisław Kozielski był wieloletnim dyrektorem Instytutu Informatyki (2000 – 2017) i Kierownikiem Zakładu Teorii Informatyki (1988 – 2017, obecnie Katedra Informatyki Stosowanej). W tym czasie kierunek Informatyka, prowadzony przez Instytut Informatyki, osiągał wysokie pozycje w rankingach ogólnokrajowych.
Patronował i brał czynny udział we wszystkich edycjach międzynarodowych konferencji: Beyond Databases, Architectures and Structures (BDAS) oraz Man-Machine Interactions (ICMMI). Aktywnie uczestniczy w życiu polskiego środowiska naukowego: przez wiele kadencji był (i jest) członkiem Komitetu Informatyki Polskiej Akademii Nauk, był zastępcą przewodniczącego tego Komitetu, jest od kilku lat zastępcą przewodniczącego Rady Naukowej Instytutu Informatyki Teoretycznej i Stosowanej PAN, był członkiem Rady Naukowej Instytutu Technik Innowacyjnych EMAG. Był członkiem Zespołu Ekspertów Narodowego Centrum Nauki (NCN) w 2013 i 2014. Przez wiele lat pełnił funkcję eksperta Polskiej Komisji Akredytacyjnej, jest także ekspertem Komisji Akredytacyjnej Uczelni Technicznych, uczestniczył w ponad 60 wizytacjach kierunku Informatyka na uczelniach w całym kraju.

## Nagrody i osiągnięcia
Za osiągnięcia w pracy naukowej i zawodowej otrzymał: Odznakę Zasłużonemu dla Politechniki Śląskiej (1985), Złoty Krzyż Zasługi (1996), Medal Komisji Edukacji Narodowej (2001), Krzyż Kawalerski Orderu Odrodzenia Polski (2002), Medal 60-lecia Politechniki Śląskiej (2005). Otrzymał również 4 nagrody Ministra Nauki i 22 nagrody Rektora.